# Lindersvold
Lindersvold er en herregård i Roholte Sogn (Fakse Herred).
Godset er oprettet af to nedlagte landsbyer, Akselhoved og Hyllingeskov, af Christoffer Clausen Lindenov (død 1593) og hans enke Sophie Hartvigsdatter Pless (død 1602).
Godset blev herefter ejet af sønnen Godske Christoffersen Lindenov, siden hans enke Karen Henriksdatter Gyldenstierne (død 1654) og deres søn admiral Christoffer Godskesen Lindenov (død 1679). Han genopbyggede hovedgården efter ødelæggelser under svenskekrigene, men solgte det i 1672 til svigersønnen Axel Urne til Årsmarke (nu Knuthenborg), der var gift med datteren Anna Elisabeth Lindenov.
Axel Urne solgte godset allerede i 1673 til oberstløjtnant Rabe von Schildern (død 1680), der var gift med hans søster Merete Sophie Urne. Hun styrede godset efter mandens død helt frem til 1704 og udvidede det betydeligt. Efter folkelig overlevering var hun bondeplager. Trap citerer en vise: "Gud fri os for den onde trold – hør det som vi bede. Og fra fru Merthe på Lindersvold – hør os alle Gud med glæde".
Hendes datter Hedevig Sophie von Schildern, der var gift med oberst Georg von Kalckreuth (død 1702), arvede godset, men solgte det i 1728 til Kirstine Marie Krabbe (død 1736), enke efter generalmajor Ulrik Christian Kruse (død 1727). Deres datter Birgitte Charlotte Kruse blev i 1732 gift med etatsråd Otto Thott. Han ejede fra 1731 tillige Strandegård og fra 1737 Gavnø (først som medejer). De tre godser var herefter forenede i næsten 200 år under Gavnø.
I 1921 blev jorden udstykket til husmandsbrug. Hovedbygningen, parken og avlsbygninger blev solgt til grosserer John Petersen. Efter hans død solgte hans enke i 1927 Lindersvold til Julemærkekomiteen, der drev stedet som julemærkehjem. I 1971 blev det overdraget til børne- og ungdomsforsorgen. Stedet ejes og drives i dag af Den Rejsende Højskole.
Lindersvolds hovedbygning er afbildet på julemærket fra 1934.